# Progradation
 (avril 2025).
La mise en forme du texte ne suit pas les recommandations de Wikipédia : il faut le « wikifier ».
Les points d'amélioration suivants sont les cas les plus fréquents. Le détail des points à revoir est peut-être précisé sur la page de discussion.
- Les titres sont pré-formatés par le logiciel. Ils ne sont ni en capitales, ni en gras.
- Le texte ne doit pas être écrit en capitales (les noms de famille non plus), ni en gras, ni en italique, ni en « petit »…
- Le gras n'est utilisé que pour surligner le titre de l'article dans l'introduction, une seule fois.
- L'italique est rarement utilisé : mots en langue étrangère, titres d'œuvres, noms de bateaux, etc.
- Les citations ne sont pas en italique mais en corps de texte normal. Elles sont entourées par des guillemets français : « et ».
- Les listes à puces sont à éviter, des paragraphes rédigés étant largement préférés. Les tableaux sont à réserver à la présentation de données structurées (résultats, etc.).
- Les appels de note de bas de page (petits chiffres en exposant, introduits par l'outil «  Source ») sont à placer entre la fin de phrase et le point final[comme ça].
- Les liens internes (vers d'autres articles de Wikipédia) sont à choisir avec parcimonie. Créez des liens vers des articles approfondissant le sujet. Les termes génériques sans rapport avec le sujet sont à éviter, ainsi que les répétitions de liens vers un même terme.
- Les liens externes sont à placer uniquement dans une section « Liens externes », à la fin de l'article. Ces liens sont à choisir avec parcimonie suivant les règles définies. Si un lien sert de source à l'article, son insertion dans le texte est à faire par les notes de bas de page.
- La présentation des références doit suivre les conventions bibliographiques. Il est recommandé d'utiliser les modèles {{Ouvrage}}, {{Chapitre}}, {{Article}}, {{Lien web}} et/ou {{Bibliographie}}. Le mode d'édition visuel peut mettre en forme automatiquement les références.
- Insérer une infobox (cadre d'informations à droite) n'est pas obligatoire pour parachever la mise en page.

Pour une aide détaillée, merci de consulter Aide:Wikification.
Si vous pensez que ces points ont été résolus, vous pouvez retirer ce bandeau et améliorer la mise en forme d'un autre article.

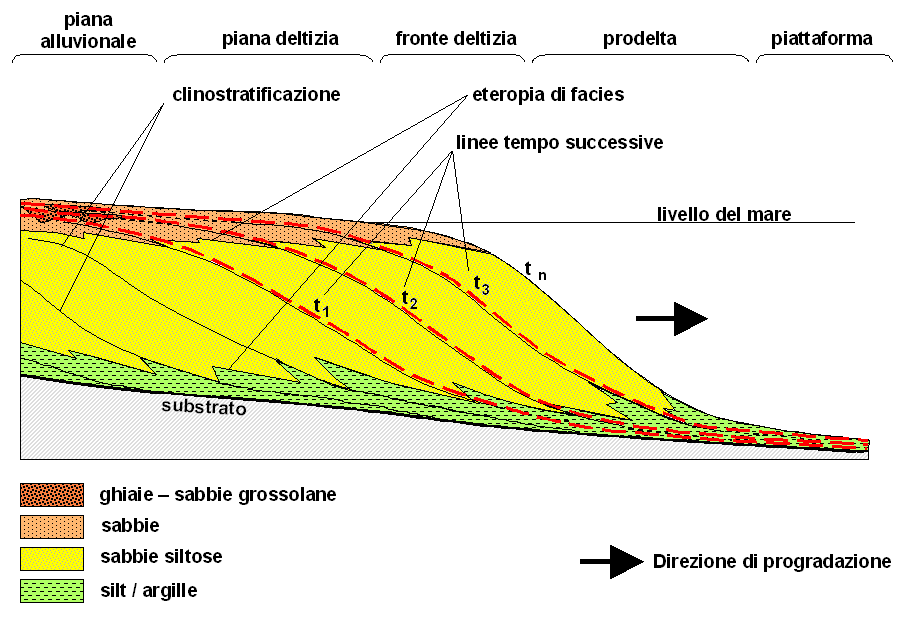
Progradation.

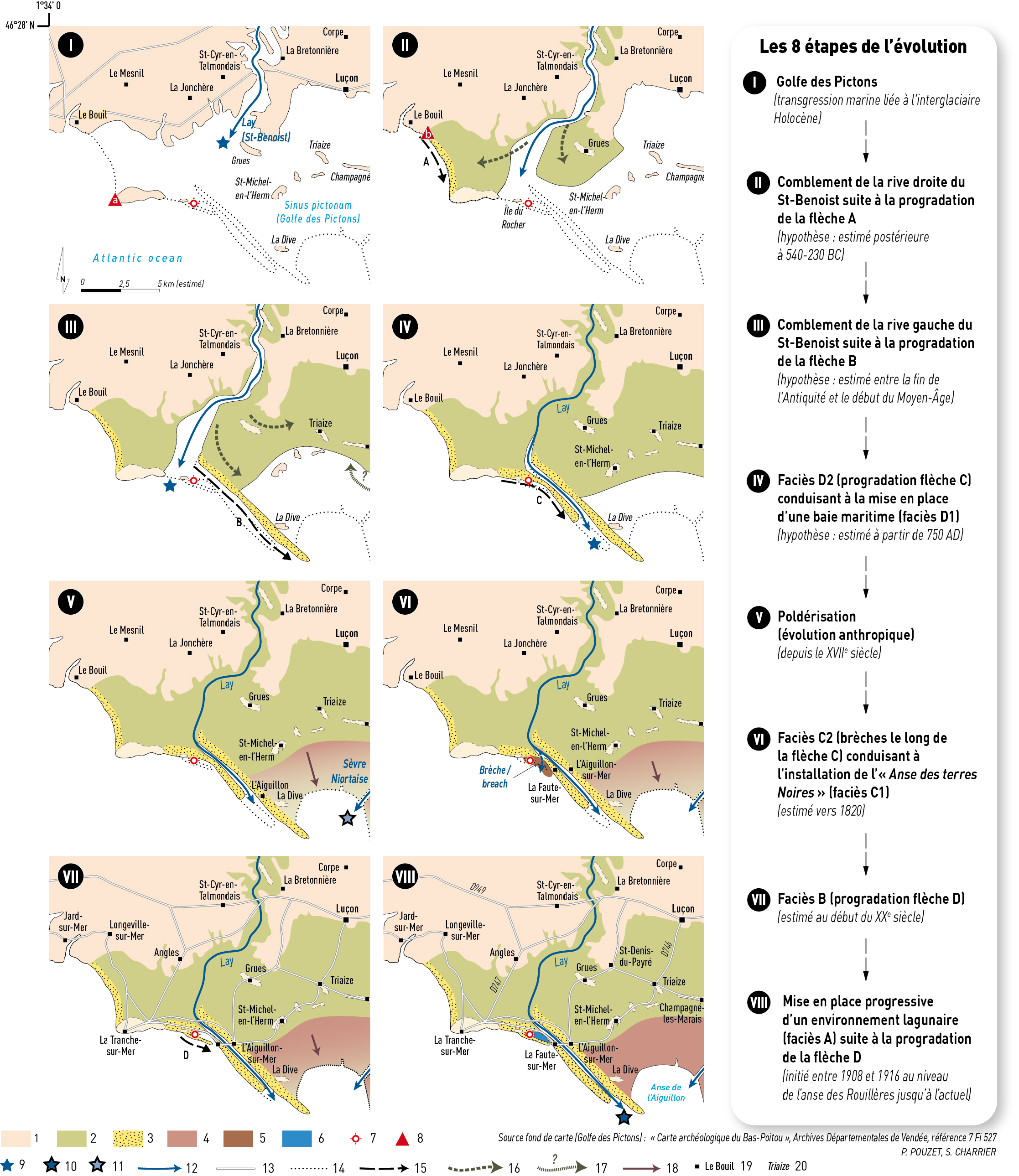
Progradation du marais poitevin occidental.

En géologie sédimentaire et en géomorphologie, la progradation est l'avancée de la terre sur une mer ou sur un lac par accumulation de sédiments. Un delta est sujet à une progradation quand le volume de sédiments entrant dans le bassin est supérieur au volume du delta perdu par subsidence, élévation du niveau de la mer ou érosion.
La progradation peut être due à :
- des périodes de baisse du niveau de la mer, entraînant une régression marine. Cela peut se produire lors de glaciations continentales majeures au cours d'une période glaciaire[2], être causé par des changements dans les taux d'expansion des fonds marins qui affectent le volume des bassins océaniques[3] ou par des effets tectoniques sur la structure de densité du manteau régional qui peuvent modifier l'élévation du géoïde[4] ;
- des apports sédimentaires extrêmement élevés, comme c'est par exemple le cas pour le Huang He en Chine, qui draine le plateau de Lœss[5], ou des charges sédimentaires élevées dans les rivières proglaciaires[6].